# Protecționism

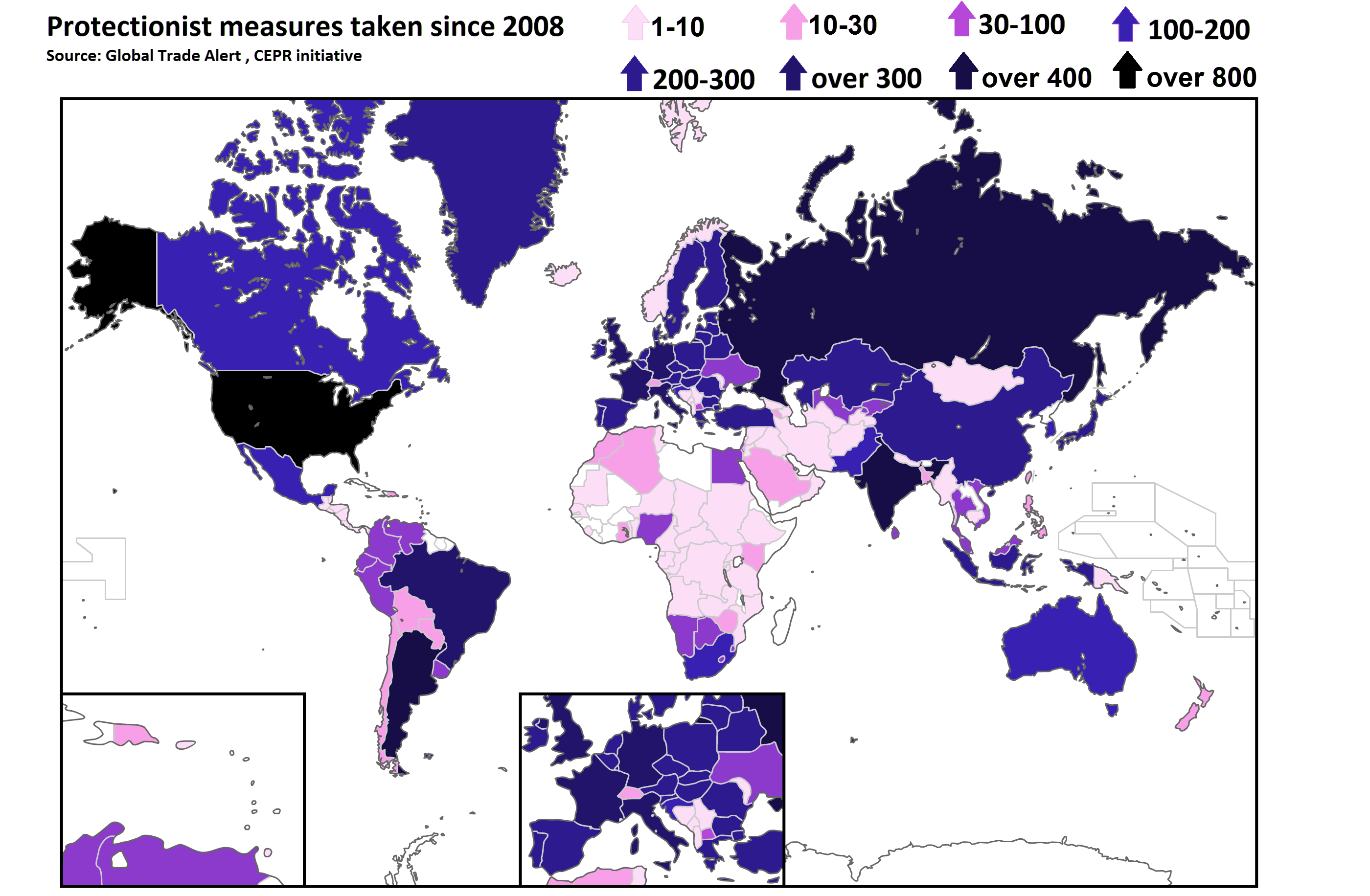
Măsurile protecționiste luate in perioada 2008-2013, conform organizației Global Trade Alert.

În economie, protecționismul este o politică economică ce promovează restricția comerțului între țări, prin metode cum ar fi tarife vamale ale mărfurilor importate, cote de import și alte reglementări guvernamentale concepute pentru a permite (spun susținătorii) o concurență loială între importuri și bunurile și serviciile produse pe plan intern. Potrivit susținătorilor, politicile protecționiste protejează întreprinderile și muncitorii dintr-o țară prin restricționarea și reglementarea comerțului cu țările străine. În ultimii ani, protecționismul s-a manifestat prin mișcări anti-globalizare și anti-imigrație.
Doctrina protecționismului este în contrast cu doctrina de liber schimb, unde guvernele caută să reducă pe cât posibil barierele din calea comerțului. Majoritatea economiștilor consideră că protecționismul afectează negativ creșterea economică și în general, bunăstarea economică.

## Politicile protecționiste
Cele mai des întâlnite politici protecționiste sunt implementate prin:
- Tarife de import și export: Acestea sunt tarife (sau impozite) impuse mărfurilor importate, ce variază în funcție de tipul de bunuri importate. Tarifele de import cresc costul produselor importate pe piețele locale, reducând astfel cantitatea de mărfuri importate în favoarea producătorilor locali. Tarifele pot fi, de asemenea, impuse mărfurilor exportate, iar într-o economie cu rate de schimb flotante, tarifele de export au efecte similare precum tarifele de import. Cu toate acestea, tarifele de export sunt rareori puse în aplicare deoarece sunt percepute ca fiind 'dăunătoare' industriilor locale, în timp ce tarifele de import sunt percepute că "ajută" industriile locale.
- Contingentele de import reprezinta plafonul cantitativ sau valoric de marfa ce poate fi importata dintr-un alt stat, pentru a reduce cantitatea și, prin urmare, prețul de piață al bunurilor importate. Efectele economice ale unui contingent de import sunt similare cu cele ale a unui tarif de import, cu excepția faptului că veniturile fiscale obținute de la un tarif sunt distribuite celor care primesc licențe de import. Economiștii de multe ori sugerează ca licențele de import să fie scoase la licitație, celui care dă mai mult, sau contingentele de import să fie înlocuite cu un tarif echivalent.
- Barierele Administrative: Țările sunt uneori acuzate de utilizarea unor diverse norme administrative (de exemplu, în ceea ce privește siguranța alimentară, standarde de mediu, de siguranță electrică, sanitară, etc.) ca o modalitate de a introduce bariere în calea importurilor.
- Legislația antidumping: Susținătorii legilor anti-dumping susțin că acestea împiedică "invazia" unor bunuri străine mai ieftine, care ar duce la închiderea unor firme locale. Cu toate acestea, în practică, legile anti-dumping sunt de obicei utilizate pentru a impune tarife comerciale exportatorilor străini.
- Subvenții directe: Acestea sunt subvenții guvernamentale precum sume de bani sau credite ieftine care sunt oferite firmelor locale ce nu pot concura bine împotriva importurilor. Aceste subvenții sunt pretinse pentru a "proteja" locuri de muncă locale și pentru a ajuta firmele locale se adapteze la piețele mondiale.
- Subvenții de export: Acestea sunt adesea folosite de guverne pentru a crește volumul de exporturi. Subvențiile de export au efectul opus tarifelor de export întrucât exportatorii primesc sume de bani, de obicei un procent din valoarea exportată. Subvențiile de export măresc volumul de comerț, iar într-o țară cu rate de schimb flotante au efecte similare cu subvențiile de import.
- Manipularea ratei de schimb valutar : Un guvern poate interveni pe piața valutară pentru a reduce valoarea monedei sale prin vânzare. Acest lucru va crește costul importurilor și va reduce costul exporturilor, ceea ce duce la îmbunătățirea balanței comerciale.
- Sistemele internaționale de brevete de invenție: Există un argument pentru identificarea sistemelor naționale de brevetare ca o mantie pentru politici comerciale protecționiste la nivel național. Brevete deținute de o țară fac parte dintr-un sistem de avantaje relative ce pot fi folosite în negocierile comerciale cu alții. De asemenea, aderarea la un sistem mondial de brevete de invenție conferă un statut de "bun cetățean" în ciuda protecționismului inerent. [4]
- Restricții privind nivelul de imigrație sau accesul la piața muncii. Aceste măsuri pot include limite numerice cu privire la vize de munca sau necesitatea obținerii unor certificate de atestare profesionala care asigura ca lucrătorii domestici nu sunt forțați sa își schimbe locul de munca din cauza imigranților.
- Campanii politice ce pledează pentru consumul intern (de exemplu campania "Buy American" din Statele Unite) sunt privite ca promotori ai protecționismului.
- Preferențiale guvernamentale de cheltuieli, cum ar fi Buy American Act, legislația federală care a solicitat guvernului Statelor Unite să prefere produsele făcute în SUA pentru achizițiile sale.

De asemenea, în procesul de negociere al acordurilor de liber schimb sunt incluse clauze protecționiste referitoare la proprietate intelectuală, drepturi de autor și restricții de brevete de invenții ce beneficiază marile corporații. Aceste clauze limitează comerțul în muzică, filme, medicamente, produse software sau alte bunuri ce necesită protejarea proprietății intelectuale, fiind afectați în special producătorii low-cost.

## Argumente pentru protecționism
Cu toate că majoritatea economiștilor sunt împotriva politicilor protecționiste, multi susținători ai protecționismului susțin că este nevoie de restricții în comerț pentru a proteja economia locală și standardul de viata al oamenilor. De exemplu, președintele SUA William McKinley spunea in 1892:
"Conform doctrinei de liber schimb, comerciantul este stăpânul iar producătorul este sclavul. Protecția este așadar o lege a naturii, o lege a autoconservării, a dezvoltării de sine și de a obține cel mai nobil destin al rasei umane. Se spune că protecționismul este imoral.... Dar de ce? dacă protecționismul ridică standardul de viata al celor 63,000,000 de oameni [populația SUA], iar influenta acelor 63,000,000 ridică restul lumii. "

### Argumentul industriei infantile
Protecționiștii consideră că industriile infantile trebuie protejate pentru a le permite să crească până la un punct de unde pot să facă față competiției cu alte industrii mult mai mari și mai mature din alte țări. Aceștia consideră că fără această protecție, industriile infantile vor dispărea până să ajungă la un nivel la care economia de scală, infrastructura industrială și abilitățile de fabricare asigură competitivitatea necesară în piața globală.

## Argumente împotriva protecționismului
Protecționismul este deseori criticat de economiști, aceștia considerând că protecționismul afectează în mod negativ persoanele care ar fi trebuit protejate. Majoritatea economiștilor preferă în schimb comerțul liber. Principiul avantajului comparativ arată că avantajele obținute prin comerțul liber compensează pierderile, întrucât comerțul liber creează mai multe locuri de muncă decât distruge, permițând statelor să se specializeze în producerea de bunuri și servicii în care au un avantaj comparativ față de alte state. Protecționismul rezultă în ineficiență de alocare (a bunurilor și serviciilor), ceea ce duce la o pierdere de bunăstare, în timp ce aceste ineficiente nu există într-un sistem de liber schimb. Conform economistului Stephen P. Magee, beneficiile comerțului liber acoperă pierderile într-un raport destul de mare, chiar și de 100 to 1.
Economiștii, inclusiv laureați ai premiului Nobel precum Milton Friedman și Paul Krugman, sunt de părere că sistemul comerțului liber ajută lucrătorii din țările în curs de dezvoltare, chiar dacă aceștia nu sunt supuși la același norme de sănătate și de muncă precum în țările dezvoltate. Acest lucru este datorat "creșterii volumului de exporturi — și de nenumărate alte locuri de muncă care sunt create de noile exporturi, ceea ce duce la un efect în lanț în întreaga economie", care creează o concurență între producători, ridicând salariile și condițiile de viață. În plus, lucrătorii din țările mai puțin dezvoltate acceptă cele mai bune locuri de muncă disponibile, existând beneficii atât de partea angajatorului cât și a angajatului, altfel ei nu ar încheia contractul în mod liber. Faptul că ei acceptă locuri de muncă cu salarii foarte scăzute din țările dezvoltate arată că perspectivele de angajare din țara natală sunt chiar mai rele.
Alan Greenspan, fostul președinte al Fondului Federal American, a criticat propunerile protecționiste ca fiind "o atrofie a capacității noastre competitive. ... Dacă este urmat traseul protecționist, atunci industrii mai noi și mai eficiente nu vor putea să se extindă și per ansamblu, bunăstarea economică va avea de suferit."
Protecționismul a fost acuzat ca fiind una dintre cauzele majore de război. Susținătorii acestei teorii se referă la războiul constant din secolele al XVII-lea și XVIII-lea între țările Europene ale căror politici economice au fost predominant mercantiliste și protecționiste. De asemenea, revoluția americană a pornit din cauza tarifelor și taxelor impuse de britanici. Înainte de izbucnirea primului Război Mondial și celui de-al doilea Război Mondial, multe state au avut politici protecționiste. Potrivit unui slogan al lui Frédéric Bastiat (1801-1850), "atunci când mărfurile nu pot trece frontierele, armatele le vor trece."

## Tendințe globale
De la sfârșitul celui de - al doilea Război Mondial, politica declarată a țărilor dezvoltate a fost de eliminare a protecționismului prin tratate internaționale și cu ajutorul unor organizații precum Organizația Mondială a Comerțului Cu toate acestea, anumite politici ale acestor guverne au fost criticate ca fiind protecționiste, cum ar fi Politica Agricolă Comună din Uniunea Europeană sau subvențiile agricole și programele de tipul "Buy American"  din pachete de redresare economică ale Statelor Unite ale Americii.